# Disperis bosseri
Disperis bosseri är en orkidéart som beskrevs av La Croix och Phillip James Cribb. Disperis bosseri ingår i släktet Disperis och familjen orkidéer. Inga underarter finns listade i Catalogue of Life.